# Othello (téléfilm, 1955)
Pour les articles homonymes, voir Othello.
Pour plus de détails, voir Fiche technique et Distribution.
Othello est un téléfilm britannique réalisé par Tony Richardson, et diffusé sur la chaine British Broadcasting Corporation le 15 décembre 1955.

## Fiche technique
- Titre original : Othello
- Pays d'origine :  Royaume-Uni
- Année : 1955
- Réalisation : Tony Richardson
- Histoire : William Shakespeare, d'après sa pièce éponyme
- Société de production : British Broadcasting Corporation
- Langue : anglais
- Format : Couleur – 1,33:1 – 35 mm – Mono
- Genre : Drame
- Durée : 108 minutes

## Distribution
- Gordon Heath (en) : Othello
- Paul Rogers : Iago
- Rosemary Harris : Desdemone
- Robert Hardy : Cassio
- James Maxwell (en) : Rodrigo
- Edmund Willard (en) : Brabantio
- Patrick Wymark : Montano
- Daphne Anderson (en) : Emilia
- Nigel Davenport : Lodovico
- George Skillan (en) : Duc de Venise
- Billie Whitelaw : Bianca
- Milton Rosmer : Gratiano